# Gaetano Marinelli (pittore)
Gaetano Marinelli (Siena, 28 gennaio 1835 – Siena, 17 ottobre 1924) è stato un pittore italiano.

## Biografia
Le notizie attorno alla prima parte della sua vita sono lacunose. Sappiamo che nacque in una famiglia che praticava l'artigianato, che nel 1849, alla morte del padre, fu affidato ad un parente senza figli che aveva una bottega di verniciatura, nella quale anche Marinelli si impiegò. Sappiamo che la moglie di questo parente, Flavia, fu in qualche misura, per lui, una madre. Nel 1851 si iscrisse all'Istituto di Belle Arti di Siena, dove fu allievo di Giorgio Bandini, il quale gli procurò un lavoro in una villa nei pressi della città.
Nel 1865 sposò Giannina Giannini, 17enne, a cui dava lezioni private di disegno assieme alla sorella. Gli sposi andarono a vivere con la famiglia acquisita di Marinelli. Dalla loro unione nacquero tre figli (Alfonsina, Enrico e Adelina) che morirono tutti in tenera età, ed Emma (1875-1913) che sarà anche la sua modella in varie opere. Nel frattempo era diventato nel 1872 aiuto alla cattedra di maestro di figura di Alessandro Franchi, un sodalizio che li porterà ad operare insieme in molte opere avendo una visione dell'arte comune che, pur guardando agli artisti del Quattrocento, non tendeva ad imitarli, ma a coglierne la religiosità come fosse una sorta di missione sociale, di devozione ed esempio. La corrente artistica cui si riconobbero fu senz'altro quella purista come, del resto, alcuni degli artisti contemporanei provenienti dalla "scuola senese", in particolar modo: Luigi Mussini, Ricciardo Meacci, Antonio Ridolfi, Angelo Visconti, Pietro Aldi ed altri.
Nel 1878 Marinelli e Franchi prepararono i cartoni per i mosaici per la cuspide del Duomo di Siena avente per soggetto Presentazione di Maria al tempio, nei cui disegni, Marinelli prese a modello la figlia Emma di tre anni. Lavorò al Cimitero della Misericordia, nel Santuario di Santa Caterina e anche nella sala dedicata a Vittorio Emanuele II del Palazzo Pubblico di Siena. Nel 1890, insieme a Franchi, lavorò al Santuario di Nostra Signora del Carmine di Lavagna.
Nel 1900 morì la moglie Giannina. Nel 1905 si recò con Franchi a Genova per gli affreschi della volta del transetto del Santuario della Madonna del Monte. Alla morte del Franchi nel 1914 divenne titolare della cattedra che manterrà fino al 1922. Morì dopo tre anni di malattia. Nella sua carriera si dedicò anche alla pittura non religiosa ma più laica e realistica, dipingendo ritratti di familiari e paesaggi dal vero.